# Rejoice
Rejoice (Alégrate), es una canción escrita y compuesta por Wayne Héctor y por Steve McCutcheon alias Steve Mac, en 2005, original para el grupo de crossover clásico Il Divo. 
La canción, fue escrita como una canción navideña, que se incluye en el disco «The Christmas Collection» de Il Divo, publicado el 25 de octubre de 2005.

## Versiones
- Il Divo, versión original, en 2005.
- Katherine Jenkins realizó una versión de la canción en 2009.[1]